# Taedongmun
Taedongmun hay Đại Đồng môn là cổng phía đông của lâu đài bên trong của thành phố Bình Nhưỡng có tường bao quanh (thành Bình Nhưỡng. Do nằm bên bờ sông Đại Đồng nên nó được đặt như vậy. Ban đầu nó được xây dựng vào thế kỷ 6 như là một công trình chính của vương quốc Cao Câu Ly cùng với Luyện Quang đình và chuông Bình Nhưỡng đóng vai trò là trung tâm của lâu đài bên trong tường phòng thủ phía đông. Tuy nhiên, công trình xây dựng ngày nay có niên đại từ năm 1635 vì nguyên bản của nó đã bị thiêu rụi trong các cuộc chiến tranh Nhật-Triều vào cuối thế kỷ 16.
Cổng hiện tại có nền bằng đá granit, trên cùng là một đình lâu hai tầng được gọi là Ấp Hạo lâu vì tại đây có tầm nhìn tuyệt đẹp ra sông Đại Đồng. Tại đình lâu có hai bức hoành phi, một cái ghi Đại Đồng môn và cái còn lại là Ấp Hạo lâu. Chính giữa cổng là một cổng vòm. Đại Đồng môn đã được xêp hạng là Quốc bảo Triều Tiên số 4.